# Cornelius Van Wyck Lawrence
Pour les articles homonymes, voir Wyck (homonymie) et Lawrence.
Cornelius Van Wyck Lawrence (né le 28 février 1791 à Flushing dans le Queens, mort le 20 février 1861) est un homme politique qui a été maire de New York entre 1834 et 1837. C'est le premier maire élu de la ville, la loi électorale ayant changé en 1834.